# Christian Adam Fries
Christian Adam Fries (* 10. September 1765 in Alsfeld; † 27. März 1847 in Heidelberg) war ein in Heidelberg ansässiger Bankier, Fabrikant und Gemäldesammler.
Zu Wohlstand gelangt waren Fries und seine Familie durch das von Vorfahren 1784 gegründete Bankhaus Fries, aber auch durch die Fabrikation von Krapp, einem roten Textilfarbstoff von damals großer wirtschaftlicher Bedeutung, der auch als Grundstoff für Lacke und Malerfarben (Rembrandtlack, Rubensrot, Türkischrot, Van-Dyck-Rot) verwendet wurde. Die Krappfabrik wurde ursprünglich durch den Kurpfälzischen geistlichen Administrationsrat Johann Ludwig Harscher mit Basler Kaufleuten gegründet und 1778 von Fries’ Schwiegervater, dem geistlichen Administrationsrat Philipp Christian Heddaeus, übernommen. Von 1788 bis 1808 besaß Fries durch Kurfürstliches Privileg das Monopol zur Herstellung von Krapp im Bereich des Oberamts Heidelberg. Von 1819 bis 1820 gehörte Fries als Abgeordneter der Zweiten Kammer der Badischen Ständeversammlung an.
Fries war Kunstkenner und besaß eine kostbare Gemäldesammlung, die Werke verschiedener Niederländer des 17. Jahrhunderts, der Franzosen Claude Lorrain und Nicolas Poussin, des Briten George Augustus Wallis und des Österreichers Joseph Anton Koch umfasste.
Christian Adam Fries war außerdem der Vater von drei bekannten Landschaftsmalern: Ernst Fries, Wilhelm Fries und Bernhard Fries.
Bank und Fabrik gingen um 1840 an seine Söhne Heinrich und Hermann über. 1857 verlor Heinrich wegen einer missglückten Spekulation die Bank; die Geschäftsräume wurden an das Bankhaus Köster vermietet, das später seinerseits in einer Fusion mehrerer Banken zur Deutschen und Disconto-Bank (DeDi-Bank), ab 1937 Deutsche Bank aufging. Die Krappfabrik wurde 1854 durch Hermann Fries auf die synthetische Herstellung von Ultramarin umgestellt. Der Bankrott seines Bruders Heinrich erzwang auch die Aufgabe der Fabrik, die bis 1874 durch eine 1859 gegründete Aktiengesellschaft weiter betrieben wurde. Danach wurden die Gebäude abgerissen. Auf dem Gelände entstand ein Wohngebiet, die heutige Weststadt. Das Aussehen der alten Fabrik hat Ernst Fries 1818 in einem Stich festgehalten. Die Familie Fries war sodann einer der wichtigen Wegbereiter für die neu entstehende Farben- und Chemieindustrie, u. a. als Mitgründer der Chemischen Fabrik Wohlgelegen, als Aktionär des Vereins Chemischer Fabriken in Mannheim sowie als Mitbegründer der BASF.
Fries’ Schwager Karl Wilhelm Gottlob Kastner war Professor für Chemie und Lehrer Justus Liebigs.